# Oreste Bernardini
Oreste Bernardini (Pisa, 11 ottobre 1908 – Passo Iziet-Ber, 17 marzo 1938) è stato un militare italiano, insignito della medaglia d'oro al valor militare alla memoria nel corso delle grandi operazioni di polizia coloniali in Africa Orientale Italiana.

## Biografia
Nacque a Pisa l'11 ottobre 1908, figlio di Ciro e Giulietta Petri. Dopo aver conseguito la laurea in giurisprudenza presso l'università di Urbino fu arruolato nel Regio Esercito frequentando nel novembre 1930, quale allievo ufficiale di complemento, la Scuola di Spoleto da cui uscì con il grado di sottotenente dell'arma di fanteria nel giugno dell'anno successivo, assegnato al 2º Reggimento "Granatieri di Sardegna". Posto in congedo nel gennaio 1932, iniziò a ricoprire incarichi politici ad Urbino. Nel 1935, in vista dell'inizio della guerra d'Etiopia, ottenne di arruolarsi nella 202ª Legione CC.NN. della 1ª Divisione CC.NN. "23 marzo". Assegnato alla 2ª Compagnia del I Battaglione si imbarcò a Napoli il 25 agosto e sbarcava a Massaua, in Eritrea, il 2 settembre successivo. Assunto il comando di un plotone fucilieri prese parte, fin dall’inizio, a tutte le operazioni belliche in cui fu impegnata la Divisione. Rimasto nell'Impero al termine della guerra, fu nominato Vice Residente della Residenza di Ualdia. Cadde in combattimento nel corso delle grandi operazioni di polizia coloniali in Africa Orientale Italiana a Passo Iziet-Ber il 17 maggio 1938, e fu insignito della medaglia d'oro al valor militare alla memoria.

### Fonti
1. 1 2 3 4 5 6  Combattenti Liberazione.
2. 1 2  Gruppo Medaglie d'Oro al Valor Militare 1965, p. 283.
3. ↑   Bernardini, Oreste. Medaglia d'oro al valor militare, su quirinale.it, Quirinale. URL consultato l'11 luglio 2021.